# 山崎翼
山崎 翼（やまざき よく、1967年9月23日 - ）は、日本の財務官僚。

## 来歴
桐蔭学園高等学校、東京大学経済学部卒業。1991年 大蔵省入省（銀行局総務課）。総量規制を担当。1994年7月 UCサンディエゴ校へ留学。2003年7月 財務省主計局主計官補佐（外務、経済協力第一係主査）。50億ドルのイラクの復興支援の枠組みをまとめた。2005年7月 主計局主計官補佐（防衛第一係主査）。沖縄を中心とした米軍の再編などについて防衛庁と協議した。防衛省（防衛庁）を担当。2008年12月 内閣官房副長官秘書官（事務担当）。政府の中枢で危機管理を勉強した。その後は主計局主計官（内閣、復興、外務、経済協力担当）、関税局関税課長、大臣官房参事官（関税局関税課担当）、関税局総務課長などを務め、2019年6月20日 輸出入・港湾関連情報処理センター（株）専務取締役。2022年6月28日 大臣官房審議官（関税局担当）。

## 略歴
- 1991年4月：大蔵省入省（銀行局総務課）[2][3]。
- 1992年5月：銀行局保険部保険第一課[2]。
- 1993年5月：大臣官房調査企画課[2]。
- 1994年7月：留学（UCサンディエゴ校）[2]。
- 1995年7月：主計局調査課調査第一係長[2][5]。
- 1998年6月22日：金融企画局市場課長補佐。
- 1998年12月：金融再生委員会事務局金融危機管理課長補佐。
- 2001年1月6日：金融庁監督局総務課長補佐。
- 2001年7月：ハーバード大学国際問題研究所研究員。
- 2003年7月：財務省主計局主計官補佐（外務、経済協力第一係主査）。
- 2004年7月：主計局司計課長補佐。
- 2005年7月：主計局主計官補佐（防衛第一係主査）。
- 2006年7月：関税局関税課関税企画調整室長。
- 2007年7月：関税局総務課長補佐（総括）[6]。
- 2009年1月：内閣官房総理大臣官邸事務所（内閣官房副長官秘書官（事務担当））。
- 2009年10月6日：大臣官房企画官 兼 主計局総務課主計企画官 兼 主計局司計課予算執行企画室長。
- 2010年7月1日：主計局付派遣職員（経済協力開発機構（OECD）租税センター）。
- 2013年7月8日：大臣官房付 兼 内閣府大臣官房行政改革関係組織検討準備室参事官 兼 内閣官房内閣参事官（内閣官房副長官補付） 兼 内閣官房行政改革推進本部事務局参事官。
- 2015年7月9日：主計局主計官（内閣、復興、外務、経済協力担当）。
- 2016年6月22日：関税局関税課長。
- 2017年7月11日：大臣官房参事官（関税局関税課担当）。
- 2018年7月17日：関税局総務課長。
- 2019年6月20日：輸出入・港湾関連情報処理センター（株）専務取締役。
- 2022年6月25日：大臣官房付。
- 2022年6月28日：大臣官房審議官（関税局担当）。